# Lord Chumley
Lord Chumley er en amerikansk stumfilm fra 1914 af James Kirkwood.

## Medvirkende
- Henry B. Walthall som Lord Chumley.
- Lillian Gish som Eleanor Butterworth.
- Charles Hill Mailes som Gaspar La Sage.
- Walter Miller som Hugh Butterworth.
- Mary Alden som Jessie